# Ogólnopolska Sieć Edukacyjna
Ogólnopolska Sieć Edukacyjna (w skrócie OSE) – rządowy program, który zakłada utworzenie sieci telekomunikacyjnej, która ma umożliwić szkołom dostęp do szybkiego, bezpłatnego i bezpiecznego internetu.
Projekt został zrealizowany na mocy ustawy z dnia 27 października 2017 r. o Ogólnopolskiej Sieci Edukacyjnej (Dz.U. z 2024 r. poz. 1768). Na operatora OSE został wyznaczony NASK. Koszty wdrożenia OSE szacowane są na 320 mln zł (środki te zostaną pozyskane z Programu Operacyjnego Polska Cyfrowa), zaś jej funkcjonowania (w tym zakupu usług od operatorów telekomunikacyjnych w celu świadczenia szkołom bezpłatnych usług dostępu do Internetu) – ponad 1,3 mld zł w perspektywie 10 lat i zostaną sfinansowane z budżetu państwa.

## Założenia programu
Główne założenie programu to:
- umożliwienia szkole szerokopasmowego dostępu do bezpiecznego internetu,
- podnoszenia poziomu kompetencji cyfrowych uczniów,
- umożliwienia wspomagania procesu kształcenia w szkołach poprzez dostęp do zasobów dostępnych w internecie,
- wyrównania szans edukacyjnych wszystkich uczniów w Polsce, w szczególności tych, którzy mieszkają na terenach słabiej zaludnionych i uczących się w małych szkołach[3].

## Harmonogram projektu
Program zakłada podłączenie około 30 000 szkół w 19 500 lokalizacjach na terenie całego kraju. Cały proces zostały podzielony na trzy etapy.
- Rok 2018 – przyłączenie 1500 lokalizacji
- Rok 2019 – przyłączenie 12 700 lokalizacji
- Rok 2020 – przyłączenie wszystkich 19 500 lokalizacji[1]